# Anselm Citron
Anselm Citron (* 27. März 1923 in Stettin; † 8. Dezember 2014 in Karlsruhe) war ein deutscher Physiker und Hochschullehrer.

## Leben
Anselm Citron wurde in Stettin geboren, zog jedoch 1934 mit seiner Familie nach Freiburg im Breisgau. 1938 wurde er aufgrund seiner jüdischen Abstammung in die Niederlande geschickt. Dort lebte er zunächst in einem Flüchtlingslager, ehe er von einer niederländischen Familie aufgenommen wurde. 1942 legte er das Abitur ab, anschließend begann er ein Studium. Dieses musste er jedoch für einen Arbeitseinsatz an der Ostfront beenden. Nach dem Krieg kehrte Citron nach Freiburg zurück und studierte Physik. 1952 promovierte er und begann seine Forschungstätigkeit im Bereich der Beschleunigerphysik am Cavendish-Laboratorium. Bereits 1953 wechselte er an das CERN. Dort war er zunächst am Aufbau des Proton Synchrotron beteiligt, später war er am Synchro-Zyklotron tätig. 1964 ging er in die USA zum Brookhaven National Laboratory, ehe er 1965 an die Universität Karlsruhe wechselte. Bis 1988 war er Institutsdirektor am Kernforschungszentrum. Als Hochschullehrer war er bis 1991 in Karlsruhe tätig. 1984 wurde Citron in die Deutsche Akademie der Naturforscher Leopoldina berufen.
Citron war verheiratet und hatte fünf Kinder.